# 2019 год в боксе
2019 год в боксе.

## Любительский бокс

### Европейские игры
Вторые Европейские игры прошли с 21 по 30 июня 2019 года в Минске, Белоруссия.

### Чемпионат мира
20-й Чемпионат мира по боксу 2019 прошёл с 7 по 21 сентября в городе Екатеринбурге (Россия).
Медалисты
| Весовая категория | Золото | Серебро | Бронза |
| ----------------- | ------ | ------- | ------ |
| до 49 кг          |        |         |        |
|                   |        |         |        |
| до 52 кг          |        |         |        |
|                   |        |         |        |
| до 56 кг          |        |         |        |
|                   |        |         |        |
| до 60 кг          |        |         |        |
|                   |        |         |        |
| до 64 кг          |        |         |        |
|                   |        |         |        |
| до 69 кг          |        |         |        |
|                   |        |         |        |
| до 75 кг          |        |         |        |
|                   |        |         |        |
| до 81 кг          |        |         |        |
|                   |        |         |        |
| до 91 кг          |        |         |        |
|                   |        |         |        |
| свыше 91 кг       |        |         |        |
|                   |        |         |        |

## Профессиональный бокс

### Тяжёлый вес
- 23 марта  Кубрат Пулев победил KO 7 Богдана Дину и сохранил статус обязательного претендента на титул чемпиона мира по версии IBF.
- 18 мая  Деонтей Уайлдер победил KO1  Доминика Бризила и защитил титул чемпиона мира по версии WBC.
- 1 июня  Энди Руис победил TKO 7  Энтони Джошуа и завоевал титул чемпиона мира по версиям WBA Super, WBO, IBF и IBO.
- 15 июня экс-чемпион мира  Тайсон Фьюри победил TKO 2  Тома Шварца и завоевал титул чемпиона по версии WBO Inter-Continental.
- 20 июля  Диллиан Уайт победил UD  Оскара Риваса и завоевал титул временного чемпиона мира по версии WBC.
- 31 августа экс-чемпион мира  Александр Поветкин победил UD  Хьюи Фьюри и завоевал титул чемпиона по версии WBA International.
- 14 сентября экс-чемпион мира  Тайсон Фьюри победил UD  Отто Уаллина.
- 12 октября абсолютный экс-чемпион мира в первом тяжёлом весе  Александр Усик (16-0) дебютировал в тяжёлом весе и победил RTD 7  Чазза Уизерспуна (38-4) став обязательным претендентом на титул чемпиона мира по версии WBO в тяжёлом весе.
- 23 ноября в бою-реванше  Деонтей Уайлдер победил KO 7  Луиса Ортиса и защитил титул чемпиона мира по версии WBC.
- 7 декабря в бою-реванше  Энтони Джошуа победил UD  Энди Руиса и завоевал титул чемпиона мира по версиям WBA Super, WBO, IBF и IBO.

### Первый тяжёлый вес

#### World Boxing Super Series 2
В июне прошли полуфинальные поединки второго сезона Всемирной боксёрской супер серии.
- 15 июня  Майрис Бриедис победил TKO 3  Кшиштофа Гловацкого и завоевал титул чемпиона мира по версии WBO, и вышел в финал турнира.
- 15 июня  Юниер Дортикос победил KO 10  Эндрю Табити и завоевал вакантный титул чемпиона мира по версии IBF, и вышел в финал турнира.

### Полутяжёлый вес
- 2 февраля в бою-реванше  Сергей Ковалёв победил UD  Элейдера Альвареса и отвоевал титул чемпиона мира по версии WBO.
- 9 марта  Дмитрий Бивол победил UD  Джо Смита мл. и защитил титул чемпиона мира по версии WBA.
- 30 марта  Александр Гвоздик победил TKO5  Дуду Нгумбу и защитил титул чемпиона мира по версии WBC.
- 24 августа  Сергей Ковалёв победил TKO11  Энтони Ярда и защитил титул чемпиона мира по версии WBO.
- 12 октября  Дмитрий Бивол победил UD  Ленина Кастильо и защитил титул чемпиона мира по версии WBA.
- 18 октября  Артур Бетербиев победил TKO10  Александра Гвоздика и объединил титулы чемпиона мира по версиям WBC и IBF.
- 2 ноября  Сауль Альварес победил KO11  Сергея Ковалёва и завоевал титул чемпиона мира по версии WBO.

### Второй средний вес
- 13 января  Калеб Плант победил UD  Хосе Ускатеги и завоевал титул чемпиона мира по версии IBF.
- 23 февраля  Энтони Диррелл победил TD10  Авни Йылдырыма и завоевал вакантный титул чемпиона мира по версии WBC.
- 23 февраля  Крис Юбенк мл. победил UD  Джеймса Дигейла и завоевал вакантный титул чемпиона мира по версии IBO.

### Средний вес
- 18 января  Деметриус Андраде победил TKO12  Артура Акавова и защитил титул чемпиона мира по версии WBO.
- 15 февраля  Роб Брант победил TKO11  Хасана Байсангурова и защитил титул чемпиона мира по версии WBA.
- 4 мая  Сауль Альварес победил UD  Дэниела Джейкобса и объединил титулы чемпиона мира по версиям WBA (super), WBC и IBF.
- 29 июня  Деметриус Андраде победил UD  Мацея Сулецкого[англ.] и защитил титул чемпиона мира по версии WBO.
- 29 июня  Джермалл Чарло победил UD  Брэндона Адамса[англ.] и защитил титул чемпиона мира по версии WBC.
- 12 июля  в бою реванше Рёта Мурата победил TKO2  Роба Бранта и завоевал титул чемпиона мира по версии WBA.
- 5 октября  Геннадий Головкин победил UD  Сергея Деревянченко и завоевал вакантные титулы чемпиона мира по версиям IBF и IBO.
- 7 декабря  Крис Юбенк (младший) победил TKO2  Матвея Коробова и завоевал титул временного чемпиона мира по версии WBA.
- 23 декабря  Рёта Мурата победил TKO5  Стивена Батлера и защитил титул чемпиона мира по версии WBA.

### Второй полусредний (первый средний вес)
- 2 марта  Брайан Кастано свёл вничью SD бой против  Эрисланди Лары и защитил титул чемпиона мира по версии WBA.

### Полусредний вес
- 19 января  Мэнни Пакьяо победил UD  Эдриэна Бронера и защитил титул чемпиона мира по версии WBA.
- 26 января  Кит Турман победил MD  Хосесито Лопеса[англ.] и защитил титул чемпиона мира по версии WBA (super).
- 9 марта  Шон Портер победил SD  Йордениса Угаса и защитил титул чемпиона мира по версии WBC.
- 16 марта  Эррол Спенс победил UD  Майки Гарсию, нанёс последнему первое поражение в профи карьере, и защитил титул чемпиона мира по версии IBF.
- 20 апреля  Теренс Кроуфорд победил TKO6  Амира Хана и защитил титул чемпиона мира по версии WBO.
- 20 июля  Мэнни Пакьяо победил SD  Кита Турмана и завоевал титул чемпиона мира по версии WBA (super).
- 28 сентября  Эррол Спенс победил SD  Шона Портера и объединил титулы чемпиона мира по версиям WBC и IBF.

### Первый полусредний вес (второй лёгкий)
- 9 марта  Морис Хукер победил UD  Миккеля ЛесПьера и защитил титул чемпиона мира по версии WBO.
- 27 июля  Хосе Рамирес победил TKO 6  Мориса Хукера и объединил титулы чемпиона мира по версиям WBC и WBO.

#### World Boxing Super Series 2
В апреле и мае прошли полуфинальные поединки второго сезона Всемирной боксёрской супер серии.
- 27 апреля в объединительном бою  Реджис Прогрейс победил TKO6  Кирилла Релиха завоевал титулы чемпиона мира по версии WBA и защитил титул по версии WBC Diamond, и вышел в финал турнира.
- 18 мая  Джош Тейлор победил UD  Ивана Баранчика и завоевал титул чемпиона мира по версии IBF и вышел в финал турнира.
- 26 октября  Джош Тейлор победил MD  Реджиса Прогрейса и объединил титулы чемпиона мира по версиям WBA Super, IBF и WBC Diamond.

### Лёгкий вес
- 2 февраля  Ричард Комми победил TKO2  Ису Чаниева и завоевал вакантный титул чемпиона мира по версии IBF.
- 12 апреля  Василий Ломаченко победил KO4  Энтони Кроллу и защитил титулы чемпиона мира по версиям WBA Super и WBO.
- 27 апреля  Роберт Истер мл. свёл вничью SD бой против  Рансеса Бартелеми за вакантные титулы чемпиона мира по версиям WBA и IBO.
- 28 июня  Ричард Комми победил KO8  Раймундо Бельтрана и защитил титул чемпиона мира по версии IBF. Бельтран не вложился в лимит веса, титул на кону лишь для Комми.
- 31 августа  Василий Ломаченко победил UD  Люка Кэмпбелла, защитил титулы чемпиона мира по версиям WBA Super и WBO а также завоевал вакантный титул по версии WBC.
- 13 сентября  Девин Хейни победил RTD4  Заура Абдуллаева и завоевал титул временного чемпиона мира по версии WBC.
- 9 ноября  Девин Хейни победил UD  Альфредо Сантьяго и защитил титул временного чемпиона мира по версии WBC.
- 14 декабря  Теофимо Лопес победил TKO2  Ричарда Комми и завоевал титул чемпиона мира по версии IBF.
- 28 декабря  Джервонта Дэвис победил TKO12  Юриоркиса Гамбоу и завоевал вакантный титул чемпиона мира по версии WBA.

### Второй полулёгкий (первый лёгкий) вес
- 9 февраля  Джервонта Дэвис победил KO1  Хьюго Руиса[англ.] и защитил титул чемпиона мира по версии WBA Super.
- 9 февраля  Эндрю Кансио[англ.] победил KO4  Альберто Мачадо и завоевал титул чемпиона мира по версии WBA.
- 15 марта  Тевин Фармер[англ.] победил UD  Джоно Кэрролла[англ.] и защитил титул чемпиона мира по версии IBF.
- 25 мая  Джамель Херринг победил UD  Масаюки Ито и завоевал титул чемпиона мира по версии WBO.
- 9 ноября  Джамель Херринг победил UD  Ламонта Роуча[англ.] и защитил титул чемпиона мира по версии WBO.

### Полулёгкий вес
- 26 января  Кан Ксю[англ.] победил UD  Хесуса Рохаса[англ.] и завоевал титул чемпиона мира по версии WBA.
- 2 февраля  Оскар Вальдес победил TKO7  Кармине Томмазоне[англ.] и защитил титул чемпиона мира по версии WBO.
- 16 февраля  Лео Санта Крус победил UD  Рафаэля Ривьеру и защитил титул чемпиона мира по версии WBA (super).

### Второй легчайший вес
- 18 января  Ти Джей Дохени победил TKO11  Рёхей Такахаси и защитил титул чемпиона мира по версии IBF.
- 9 февраля  Рей Варгас победил UD  Франклина Мансанилью и защитил титул чемпиона мира по версии WBC.

### Легчайший вес
- 19 января  Нордин Убаали победил UD  Роши Уоррена и завоевал вакантный титул чемпиона мира по версии WBC.

#### World Boxing Super Series 2
В апреле и мае прошли полуфинальные поединки второго сезона Всемирной боксёрской супер серии.
- 27 апреля  Нонито Донэр победил KO6  Стефана Янга и защитил титул чемпиона мира по версии WBA (super), и вышел в финал турнира.
- 18 мая  Наоя Иноуэ победил KO2  Эммануэля Родригеса и объединил титулы чемпиона мира по версиям WBA и IBF, и вышел в финал турнира.
- 7 ноября  Нонито Донэр проиграл UD  Наоя Иноуэ и объединил титулы чемпиона мира по версиям WBA (super) и IBF.

### Второй наилегчайший вес
- 29 июня  Халид Яфай победил UD  Норбелто Хименеса и защитил титул чемпиона мира по версии WBA.

### Наилегчайший вес
- 16 марта  Косэй Танака победил UD  Рёити Тагути и защитил титул чемпиона мира WBO.

### Первый наилегчайший вес
- 30 марта  Анхель Акоста победил KO8  Ганигана Лопеза[англ.] и защитил титул чемпиона мира по версии WBO.

### Минимальный вес
- 16 февраля  Диджей Криел победил KO12  Карлоса Ликону[англ.] и завоевал титул чемпиона мира по версии IBF.
- 26 февраля  Вик Салудар победил UD  Масатаку Танигути и защитил титул чемпиона мира по версии WBO.

## PPV шоу
Список боксёрских мероприятий прошедших по системе платных трансляций.

### США
| № | Дата     | Место проведения                    | Главный поединок и основной андеркарт | Телеканал | Количество покупок ppv  | доходы с ppv | доходы с билетов |
| 1 | 16 марта | AT&T Stadium, Арлингтон, Техас, США | Эррол Спенс— Майки Гарсия             |           | (60$ за SD., 70$ за HD) |              |                  |

### Великобритания
| № | Дата      | Место проведения                        | Главный поединок и основной андеркарт | Телеканал  | Количество покупок ppv | доходы с ppv | доходы с билетов |
| 1 | 13 апреля | Wembley Stadium, Лондон, Великобритания | Энтони Джошуа—TBA                     | Sky Sports | (20 £ за HD)           |              |                  |

## Рекорды и значимые события
- 11 июля российский боксёр первой тяжёлой весовой категории Денис Лебедев чемпион мира по версиям WBA (2012—2018), IBF (2016), объявил о завершении профессиональной карьеры[1].
- 2 ноября мексиканский боксёр Сауль Альварес победив россиянина Сергея Ковалёва и завоевав титул чемпиона мира по версии WBO стал чемпионом мира в четвёртой весовой категории.

### Награды
- Боксёр года —
- Бой года —
- Нокаут года —
- Апсет года —
- Возвращение года —
- Событие года —
- Раунд года —
- Проспект года —

### Умершие
- 7 февраля на 61 году жизни умер американский профессиональный боксёр полулёгкой и второй полулёгкой весовых категорий. Чемпион мира по версиям WBA и IBF — Рокки Локридж[2].
- 9 февраля на 75 году жизни умер советский и российский тренер по боксу, Заслуженный тренер России (2001). — Александр Давыдов[3].
- 1 марта на 63 году жизни умер панамский профессиональный боксёр полулёгкой весовой категории. Чемпион мира по версиям WBA и The Ring — Эусебио Педроса[4].
- 9 марта на 54 году жизни умер южнокорейский боксёр легчайшей и наилегчайшей весовых категорий. Бронзовый призёр чемпионата мира по боксу в Мюнхене (1982) — Хо Ён Мо[5].
- 27 марта на 51 году жизни умер польский боксёр полусредней и первой средней весовых категорий. бронзовый призёр летних Олимпийских игр в Сеуле (1988) — Ян Дыдак[6].
- 29 марта на 62 году жизни умер советский боксёр, призёр чемпионата СССР, Мастер спорта СССР международного класса, Заслуженный тренер Украины — Геннадий Румянцев[7].
- 6 апреля на 83 году жизни умер финский боксёр лёгкой весовой категории. Победитель чемпионата Европы по боксу в Люцерне (1959) — Олли Мяки[8].
- 7 мая на 65 году жизни умер венесуэльский боксёр средних весовых категорий. Серебряный призёр летних Олимпийских игр в Монреале (1976) — Педро Гамарро[9].
- 10 мая на 54 году жизни умер американский профессиональный боксёр тяжёлой весовой категории. Чемпион мира по версии WBF — Берт Купер[10].
- 17 мая на 73 году жизни умер советский, казахстанский боксёр, тренер. Чемпион СССР  по боксу (1970—1971 годы) — Абдрашит Абдрахманов[11].
- 29 мая на 66 году жизни умер советский и российский тренер по боксу. Заслуженный тренер России (1996) — Михаил Берко[12].
- 5 июля на 92 году жизни умер советский и российский тренер по боксу. Заслуженный тренер СССР (1970) — Владимир Лавров[13].
- 11 июля на 72 году жизни умер финский боксёр, бронзовый призёр летних Олимпийских игр в Мехико (1968) — Арто Нильссон[14].
- 14 июля на 56 году жизни погиб в ДТП американский боксёр, чемпион летних Олимпийских игр в Лос-Анджелесе (1984) — Пернелл Уитакер[15].
- 22 июля на 37 году жизни скончался от инсульта российский боксёр-любитель, призёр чемпионата России (2002), серебряный призёр чемпионата мира среди юниоров (2000) — Артём Игнатьев[16].
- 23 июля 
  - на 83 году жизни умер  советский и украинский тренер по боксу. Заслуженный тренер СССР — Анатолий Коваленко[17].
  - на 29 году жизни скончался от травмы полученной во время боя российский боксёр-профессионал, участник Европейских игр (2015), многократный призёр чемпионатов России (2010, 2012, 2013), серебряный призёр чемпионата мира среди юношей (2008) в любителях — Максим Дадашев[18].
- 2 августа на 80 году жизни умер кубинский профессиональный боксёр полусредней весовой категории. Чемпион мира по версиям WBA и WBC — Хосе Наполес[19].